# Aksaray (Istanbul)

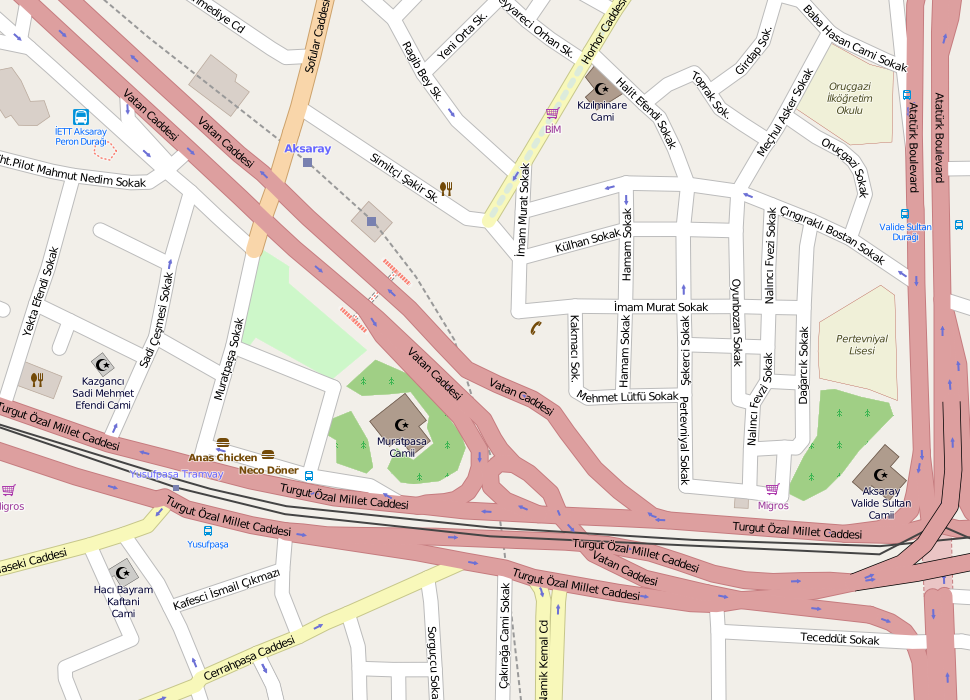
Mappa del quartiere

Aksaray (letteralmente "Palazzo Bianco" in turco) è una mahalle di Istanbul, in Turchia, e fa parte del distretto di Fatih. È così chiamato perché è stato fondato da migranti di Aksaray, nella Turchia centrale, deportati nel XV secolo da Mehmet II per ripopolare la città dopo la sua conquista. Confina anche con il quartiere di Eminönü intorno alla Moschea di Pertevniyal Valide Sultan. Aksaray ha un aspetto moderno, con molti hotel e negozi, principalmente attivi nel commercio con la Russia e la Romania.

## Monumenti e luoghi d'interesse
Nel quartiere si trova il Bulgur Palas, che è stato restaurato e aperto ai visitatori dal Comune Metropolitano di Istanbul il 28 febbraio 2024.

## Trasporti

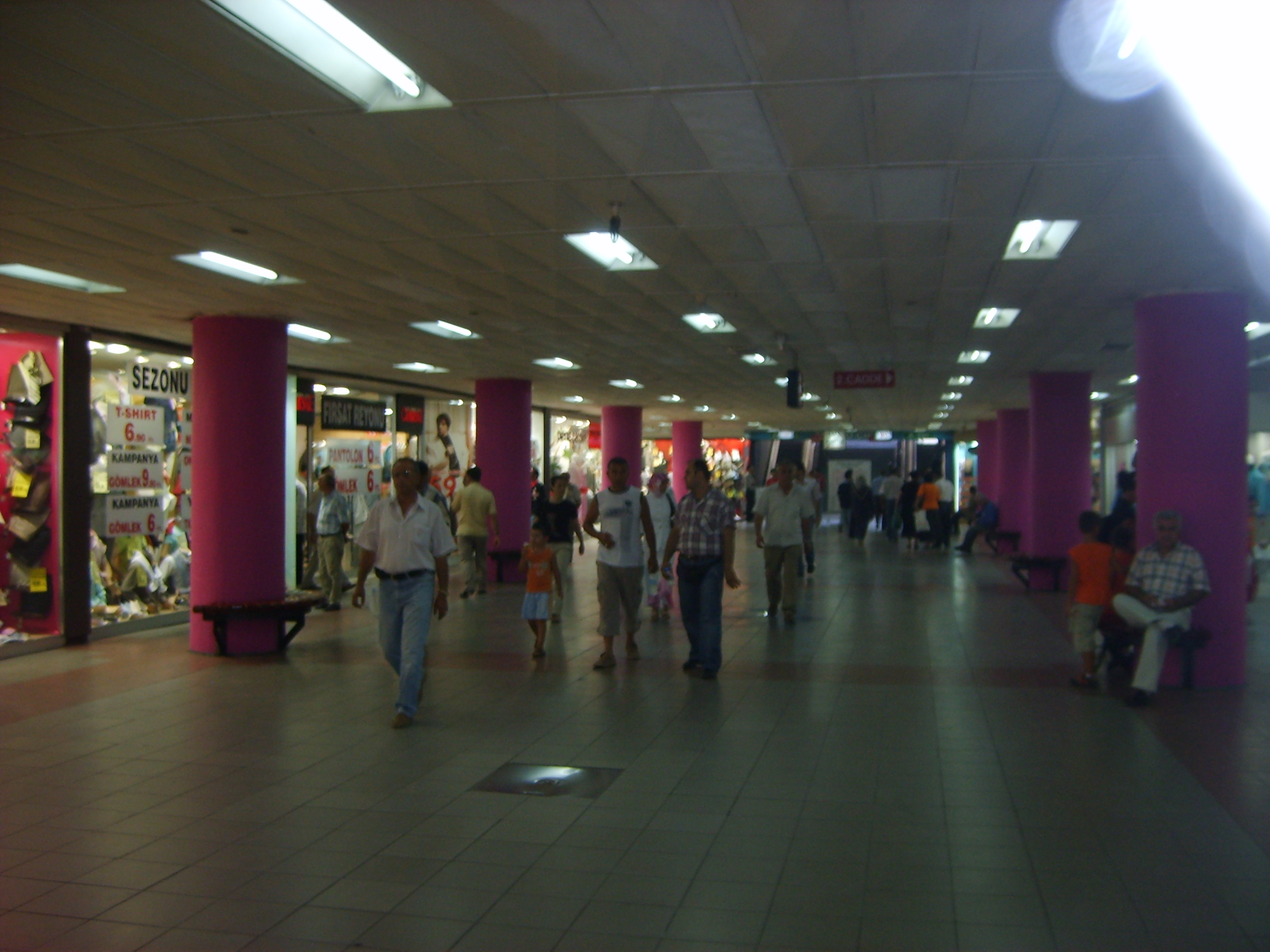
Mercato coperto ad Aksaray.

Ad Aksaray c'è una stazione della linea M1 di Istanbul, che va da Yenikapı all'Aeroporto Ataturk di Yeşilköy. L'area è anche servita dalla linea di tram T1, con fermate a Yusufpasha e Aksaray. Le mappe di trasporto mostrano una connessione tra la fermata del tram di Yusufpasha e la stazione della metropolitana Aksaray, ma questo comporta una passeggiata fuori terra di circa 350 metri lungo le strade laterali, o una passeggiata ancora più lunga tra la fermata del tram chiamata Aksaray e la stazione della metropolitana chiamata Aksaray.